# Giuseppe Costantino
Giuseppe Costantino (Pozzuoli, 14 settembre 1978) è un ex cestista e allenatore di pallacanestro italiano.
Ala di 198 cm, ha militato in Serie A con la maglia di Napoli. Attualmente è il capo allenatore del Basket Barcellona, militante nel campionato di Serie B Interregionale.

## Carriera
Ha militato per due stagioni nella massima divisione cestistica italiana con il Napoli Basket. Con l'Orlandina Basket partecipa e raggiunge due promozioni consecutive dalla Serie C Dilettanti alla A Dilettanti. Successivamente milita nella Pallacanestro Trapani con la quale ha vinto la Coppa DNC ed il campionato di Serie C Dil.. Nell'estate del 2013 si aggrega al CUS Messina senza poter disputare il campionato dato il ritiro della squadra. Dal 2015 milita nuovamente nella Pallacanestro Patti, questa volta denominata Sport È Cultura.
Inattivo dal 2018 al 2022, nel 2022-2023 veste la maglia dell'Orsa Basket Barcellona con cui vince la Serie C Gold ed è promosso in Serie B Interregionale.
È anche allenatore delle giovanili dell'Alma Basket Patti. Dal 2023, allena le giovanili del Basket Barcellona. Subentra a Filippo Biondo sulla panchina del Barcellona Basket in B Interregionale alla 15ª giornata del campionato 2024-2025.

## Palmarès

### Competizioni nazionali
Promozioni:
- 2009-2010 -  Orlandina dalla Serie C Dil. alla Serie B Dil.
- 2010-2011 -  Orlandina dalla Serie B Dil. alla Serie A Dil.
- 2011-2012 -  Pall. Trapani dalla Serie C Dil. alla Serie B Dil.
- 2015-2016 - Sport È Cultura Patti dalla Serie C Silver alla Serie B
- 2022-2023 - Or.Sa. Basket Barcellona dalla Serie C Gold alla Serie B Interregionale

Coppe nazionali:
- Coppa Italia DNC

2009-10 -  Orlandina
2011-12 -  Pall. Trapani